# Úr keres hölgyet
Az Úr keres hölgyet (eredeti cím: Man Seeking Woman) 2015-ben bemutatott amerikai romantikus vígjátéksorozat. Simon Rich humorista alkotta meg az FXX csatorna számára, 'The Last Girlfriend on Earth című novelláskötete alapján. A főbb szerepekben Jay Baruchel, Eric André és Britt Lower látható.
Premierje 2015. január 14-én volt az FXX csatornán. Három évad után, 2017. április 4-én törölték a műsorról.

## Összefoglaló
A 27 éves Josh Greenberg küldetése megtalálni az igazit. Az első epizódban szakít a barátnőjével, akivel 4 évig voltak együtt. Ez a küldetése tartalmaz egyéjszakás kapcsolatot, vakrandit egy trollal, időutazást és egyéb szürreális kalandokat. Joshnak nővére, Liz és szexmániás legjobb barátja, Mike is próbál segíteni.

## Szereplők
Főszereplők
- Jay Baruchel – Josh Greenberg, naiv, halk szavú 27 éves srác
- Eric André – Mike Scaggs, Josh szexmániás legjobb barátja.
- Britt Lower – Liz Greenberg, Josh ügyvéd nővére.
- Maya Erskine – Maggie (1. évad), Josh exbarátnője, akit nehezen tud elfelejteni.
- Katie Findlay – Lucy (3. évad), Josh barátnője, majd felesége

Visszatérő szereplők
- Robin Duke – Patti Greenberg, Josh anyja
- Mark McKinney – Tom Greenberg, Josh nevelőapja
- Miles Fisher – Graham, Maggie jelenlegi pasija
- Vanessa Bayer – Laura Ferber, Josh kiszemeltje

Vendégszereplők
- Bill Hader – Adolf Hitler, Maggie új pasija
- Michael Hogan – Bradley, tanácsadó
- Sarah Silverman – Josh jobbkezének hangja
- Tim Heidecker – pultos
- Maria Thayer – Maude, Josh kiszemeltje

## Bemutató
2013. június 19-én az FXX csatorna berendelte a Man Seeking Woman próbaepizódját Jonathan Krisel rendezésében. 2014. február 6-án bejelentették, hogy Jay Baruchel lesz a főszereplő Josh Greenberget játszó színész. Március 20-án tették közzé a többi főszereplő – Eric André, Britt Lower és Maya Erskine – névsorát. Július 2-án a csatorna kihirdette, hogy berendelt egy 10 epizódos évadnyi anyagot. Október 31-én Miles Fisher kapott egy visszatérő szerepet. November 21-én jelentették be a sorozat 2015. január 14-i premierjét. A sorozatot az Ontario állambeli Torontoban forgatták.

## Epizódok
| Évad | Évad | Részek száma | Részek száma | Eredeti sugárzás | Eredeti sugárzás  | Eredeti adó | Magyar sugárzás   | Magyar sugárzás   | Magyar adó     |
| Évad | Évad | Részek száma | Részek száma | Évadbemutató     | Évadzáró          | Eredeti adó | Évadbemutató      | Évadzáró          | Magyar adó     |
| ---- | ---- | ------------ | ------------ | ---------------- | ----------------- | ----------- | ----------------- | ----------------- | -------------- |
|      | 1.   | 10           | 10           | 2015. január 14. | 2015. március 18. | FXX         | 2018. február 13. | 2018. március 26. | Comedy Central |
|      | 2.   | 10           | 10           | 2016. január 6.  | 2016. március 9.  | FXX         | 2018. május 7.    | 2018. június 4.   | Comedy Central |
|      | 3.   | 10           | 10           | 2017. január 4.  | 2017. március 8.  | FXX         | 2018. június 11.  | 2018. július 9.   | Comedy Central |

### 1. évad (2015)
| Sor. | Év. | Cím      | Rendező         | Író                              | Premier                             | Nézettség   |
| ---- | --- | -------- | --------------- | -------------------------------- | ----------------------------------- | ----------- |
| 1.   | 1.  | Lizard   | Jonathan Krisel | Simon Rich                       | 2015. január 14. 2018. február 13.  | 0,33 millió |
| 2.   | 2.  | Traib    | Jonathan Krisel | Robert Padnick és Simon Rich     | 2015. január 21. 2018. február 13.  | 0,19 millió |
| 3.   | 3.  | Pitbull  | Ben Berman      | Dan Mirk és Simon Rich           | 2015. január 28. 2018. február 13.  | 0,21 millió |
| 4.   | 4.  | Dram     | Ben Berman      | Sofia Alvarez és Simon Rich      | 2015. február 4. 2018. március 5.   | 0,21 millió |
| 5.   | 5.  | Sizzurp  | Jonathan Krisel | Robert Padnick                   | 2015. február 11. 2018. március 5.  | 0,10 millió |
| 6.   | 6.  | Gavel    | Jonathan Krisel | Simon Rich                       | 2015. február 18. 2018. március 12. | 0,17 millió |
| 7.   | 7.  | Stain    | Tim Kirkby      | Ian Maxtone-Graham és Simon Rich | 2015. február 25. 2018. március 12. | 0,21 millió |
| 8.   | 8.  | Branzino | Tim Kirkby      | Dan Mirk                         | 2015. március 4. 2018. március 19.  | 0,11 millió |
| 9.   | 9.  | Teacup   | Tim Kirkby      | Sofia Alvarez                    | 2015. március 11. 2018. március 19. | 0,22 millió |
| 10.  | 10. | Scepter  | Jonathan Krisel | Ian Maxtone-Graham               | 2015. március 18. 2018. március 26. | 0,20 millió |

### 2. évad (2016)
| Sor. | Év. | Cím     | Rendező             | Író                         | Premier                           | Nézettség   |
| ---- | --- | ------- | ------------------- | --------------------------- | --------------------------------- | ----------- |
| 11.  | 1.  | Wings   | Daniel Gray Longino | Sofia Alvarez és Simon Rich | 2016. január 6. 2018. május 7.    | 0,28 millió |
| 12.  | 2.  | Feather | Michael Dowse       | Robert Padnick              | 2016. január 13. 2018. május 7.   | 0,25 millió |
| 13.  | 3.  | Scythe  | Dan Schimpf         | Dan Mirk és Robert Padnick  | 2016. január 20. 2018. május 14.  | 0,25 millió |
| 14.  | 4.  | Tinsel  | Michael Dowse       | Sofia Alvarez               | 2016. január 27. 2018. május 14.  | 0,18 millió |
| 15.  | 5.  | Card    | Daniel Gray Longino | Robert Padnick              | 2016. február 3. 2018. május 21.  | 0,25 millió |
| 16.  | 6.  | Honey   | Daniel Gray Longino | Dan Mirk                    | 2016. február 10. 2018. május 21. | 0,17 millió |
| 17.  | 7.  | Cactus  | Bill Benz           | Marika Sawyer               | 2016. február 17. 2018. május 28. | 0,21 millió |
| 18.  | 8.  | Fuse    | Dan Schimpf         | Dan Mirk                    | 2016. február 24. 2018. május 28. | 0,21 millió |
| 19.  | 9.  | Eel     | Bill Benz           | Marika Sawyer               | 2016. március 2. 2018. június 4.  | 0,15 millió |
| 20.  | 10. | Balloon | Bill Benz           | Ian Maxtone-Graham          | 2016. március 9. 2018. június 4.  | 0,17 millió |

### 3. évad (2017)
| Sor. | Év. | Cím      | Rendező               | Író              | Premier                           | Nézettség   |
| ---- | --- | -------- | --------------------- | ---------------- | --------------------------------- | ----------- |
| 21.  | 1.  | Futon    | Rachel Lee Goldenberg | Dan Mirk         | 2017. január 4. 2018. június 11.  | 0,24 millió |
| 22.  | 2.  | Ranch    | Michael Dowse         | Mike O'Brien     | 2017. január 11. 2018. június 11. | 0,23 millió |
| 23.  | 3.  | Horse    | Andrew DeYoung        | Mike O'Brien     | 2017. január 18. 2018. június 18. | 0,20 millió |
| 24.  | 4.  | Popcorn  | Ryan Case             | Jason Belleville | 2017. január 25. 2018. június 18. | 0,20 millió |
| 25.  | 5.  | Shrimp   | Andrew DeYoung        | Jason Belleville | 2017. február 1. 2018. június 25. | 0,19 millió |
| 26.  | 6.  | Pad Thai | Rachel Lee Goldenberg | Cirocco Dunlap   | 2017. február 8. 2018. június 25. | 0,19 millió |
| 27.  | 7.  | Bagel    | Ryan Case             | Stefani Robinson | 2017. február 15. 2018. július 2. | 0,16 millió |
| 28.  | 8.  | Dolphin  | Michael Dowse         | Stefani Robinson | 2017. február 22. 2018. július 2. | 0,24 millió |
| 29.  | 9.  | Cake     | Michael Dowse         | Aaron Burdette   | 2017. március 1. 2018. július 9.  | 0,20 millió |
| 30.  | 10. | Blood    | Michael Dowse         | Dan Mirk         | 2017. március 8. 2018. július 9.  | 0,24 millió |